# 布雷斯地区穆捷
布雷斯地区穆捷（法語：Mouthier-en-Bresse，法語發音：[mutje ɑ̃ bʁɛs]），或纯音译作穆捷昂布雷斯，是法国勃艮第-弗朗什-孔泰大區索恩-卢瓦尔省的一个市镇，属于卢昂区。 

## 地理
布雷斯地区穆捷（46°51'32"N, 5°23'18"E）面积30.32 平方千米，位于法国勃艮第-弗朗什-孔泰大區索恩-卢瓦尔省，该省份为法国中部省份，北起顺时针与科多尔省、汝拉省、安省、罗讷省、卢瓦尔省、阿列省和涅夫勒省接壤。
与布雷斯地区穆捷接壤的市镇（或旧市镇、城区）包括：珀蒂努瓦尔、贝勒韦夫尔、沙佩勒沃朗、莱塞萨尔-泰涅沃、莱赛、纳布朗阿贝尔热芒、里村、欧蒂姆、博韦尔努瓦、托尔普。
布雷斯地区穆捷的时区为UTC+01:00、UTC+02:00（夏令时）。

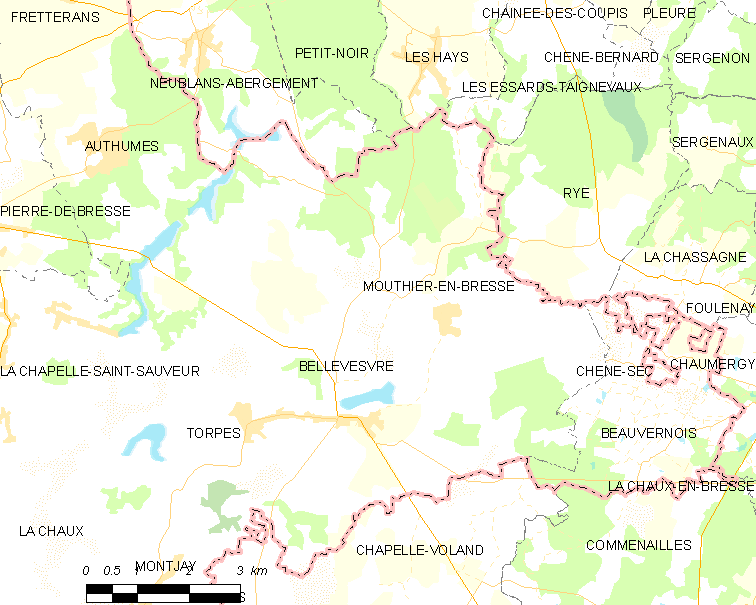
布雷斯地区穆捷的OSM定位图

## 行政
布雷斯地区穆捷的邮政编码为71270，INSEE市镇编码为71326。

## 政治
布雷斯地区穆捷所属的省级选区为皮埃尔德布雷斯县。

## 人口

1962-2008年间布雷斯地区穆捷人口变化图示

布雷斯地区穆捷于2022年1月1日时的人口数量为428人。